# Campagne de Pasto
Batailles
m
- Bomboná
- Cuchilla de Taindala (1)
- Cuchilla de Taindala (2)
- Ibarra
- Alto de Cebollas
- Juanambú
- Tacines
- Barbacoas

La campagne de Pasto est une série d'opérations militaires menées entre 1822 et 1824 par la Grande Colombie contre les bastions royalistes de San Juan de Pasto et Patía.
La campagne de Pasto fait partie d'une campagne militaire plus large appelée Campagnes du Sud qui mènera Simón Bolívar et Antonio José de Sucre à libérer également la Real audiencia de Quito (actuel Équateur), le Pérou et la Bolivie, menant à la défaite totale des forces royalistes espagnoles sur le continent sud-américain en 1826.

## Contexte
Depuis 1809, les pastusos et les patianos sont en guerre contre les révolutionnaires de Quito et à partir de 1811 contre les rebelles néogranadins. Un an après, ils furent décisifs pour mâter le soulèvement des quiteños. Postérieurement, en 1816 les troupes pastusos furent décisives lors de la Reconquista. Après la bataille de Boyacá, Pasto se convertit en un rempart capable de freiner l'expansion méridionale de la révolution.
Les pastusos avaient peu de relations avec Bogotá, et étaient plutôt sous l'influence de Popayán et Quito. L'essentiel de cette influence portait sur une vision politico-religieuse du monde, les bonnes relations avec les péninsulaires installés là et la défense de l'autonomie traditionnelle de son cabildo promue par la métropole depuis les origines.
En août 1821, après la victoire lors de la bataille de Carabobo et considérant que les royalistes vénézuéliens étaient finis, Simón Bolívar commença à porter son intérêt sur la prise des territoires de la Real audiencia de Quito et la défaite finale des royalistes de la Vice-royauté du Pérou. Son plan initial était d'aider Antonio José de Sucre, qui dirigeait depuis le mois de mai les troupes de la Province libre de Guayaquil contre la garnison royaliste de Quito, par l'envoi de 4 000 soldats et 3 000 fusils par mer depuis le port de Buenaventura jusqu'à Guayaquil,, concentrant entre 10 000 et 12 000 hommes et en finir avec toute résistance. Cependant ce plan est contrarié par une flottille royaliste qui bloque Buenaventura. José de San Martín ne peut envoyer la flotte de Thomas Cochrane qui n'était pas en conditions de voyager si loin et était nécessaire au Pérou.
À cours d'options, Bolívar est forcé de se préparer à avancer par la terre jusqu'à Quito via Pasto avec les forces sus-mentionnées,,, ce qu'il redoute, conscient des mauvaises expériences vécues par les autres chefs rebelles dans cette région farouchement royaliste, en particulier Antonio Nariño. Le 13 décembre, le Libertador quitte Bogota et fait route au sud.
Les forces royalistes de Sebastián de la Calzada en 1820 étaient de 2 000 à 3 000 combattants. Considérant les pertes, il est peu probable qu'elles atteignent en 1822 les  3 000 à 4 000 combattants (dont un quart à cheval) que craignait Bolívar et qu'annonçait Obando,,. Le plus probable est que jamais les forces royalistes ne dépassèrent le chiffre de 2 000 soldats, formés en majorité de paysans indigènes pastusos ou de guérilleros mulâtres patianos armés de lances et indisciplinés,.

## Campagne de Bolívar
Le 31 janvier 1822, Bolívar arrive à Popayán, où il rejoint la division du général Pedro León Torres (es). Le 23 février l'armée patriote franchit le río Mayo, mais au lieu de suivre la dangereuse route menant à Pasto, les commandants révolutionnaires décident de suivre le cours du río Juanambú. Le 2 avril, ils arrivent au Cerro Gordo avec des forces réduites par l'action des guérilleros ennemis, la nécessité de laisser des garnisons le long du chemin et le résultat de maladies et de désertions. Ils perdent ainsi un millier de vétérans et un autre millier de pastusos recrutés de force. Deux jours plus tard, Bolívar décide de changer de cap et de se diriger vers Pasto.
Le 7 avril, le gouverneur espagnol Basilio García (es) tend une embuscade aux patriotes à Bomboná. Les deux camps subissent de lourdes pertes et Bolívar doit se retirer à Cariaco, à 20 km l'ouest de Pasto et neuf jours plus tard il est de retour au nord du río Mayo. Le 20 avril les royalistes sont vaincus à El Peñol, García se retire à Pasto et Bolívar, avec des renforts, traverse de nouveau le fleuve avec 2 500 hommes. Peu après se produit la victoire de Pichincha, le 24 mai. Comprenant qu'avec la chute de Quito toute résistance devient inutile, García et l'élite créole pastusa, dirigée par le chef militaire José María Obando, décide de capituler en échange de la sauvegarde de ses propriétés ou ses postes, d'une amnistie et de l'absence d'altération de la situation sociale. Toutefois la masse populaire indigène se refuse à accepter la capitulation.
Le 8 juin Bolívar entre triomphalement dans la ville. La route terrestre entre Bogotá et Quito est ouverte (d'où la valeur stratégique de Pasto), et il est désormais temps pour le Libertador de se concentrer sur le Pérou.

## Première rébellion
Le 16 juin[réf. nécessaire] Bolívar arrive à Quito et rencontre le général Sucre. Toutefois, en septembre éclate une rébellion menée par le colonel Benito Remigio Boves, neveu de José Tomás Boves. Le 22 octobre Boves reprend le contrôle de Pasto. Face à ce soulèvement, Bolívar envoie Sucre pour y mettre fin. Le 24 novembre, Boves est victorieux lors de la première bataille de la Cuchilla de Taindala mais le 22 décembre il est vaincu lors de la seconde bataille au même endroit. Finalement, entre le 23 et le 25 décembre, Sucre entre avec le bataillon Rifles (es) dans Pasto.
Dans un épisode peu connu de l'historiographie colombienne, un massacre est alors commis sur la population civile de la ville. Plus de 400 civils parmi lesquels des hommes non combattants, des personnes âgées, des femmes et des enfants sont assassinés et la ville est livrée au pillage, au viol et à la destruction par les troupes patriotes. Est également ordonnée l'exécution de 14 habitants illustres de Pasto, liés par deux et attachés aux berges du río Guáitara. 1 000 pastusos furent recrutés de force et 300 exilés à Quito et Guayaquil, d'où peu reviendront; les chefs royalistes sont fusillés ainsi que les prisonniers, et une grande quantité de biens sont confisqués.
Initialement le général Bartolomé Salom (es) est responsable de la ville, mais il est renvoyé à Quito sur ordre de Bolívar. Une garnison est maintenue pour occuper la ville sous le commandement du colonel Juan José Flores.

## Seconde rébellion
Inévitablement, un nouveau soulèvement éclate à Pasto sous les commandements civil du lieutenant-colonel Estanislao Merchán Cano et militaire du colonel Agustín Agualongo (es). Ils disposent d'une troupe de 800 rebelles armés de machettes, gourdins et lances et 200 armés de fusils et attaquent Pasto le 10 juin. Des 600 défenseurs (550 fantassins et 50 cavaliers) 150 sont tués, 50 blessés et 300 prisonniers,. Flores fuit à Juanambú, Merchán Cano devient le dernier gouverneur royaliste de la ville et Agualongo est nommé commandant général. Rapidement les rebelles réunissent 2 000 combattants, mais à peine 800 disposent d'un fusil. Ils décident de prendre Ibarra et si possible Quito, sachant le gros de l'armée patriote engagée au Pérou. Bolívar quitte Guayaquil pour Quito, où sont regroupés 400 vétérans et 1 600 fusils pour armer les futures recrues qui devaient mettre fin à la campagne péruvienne. Il ordonne également au général Salom, stationné à Puntal[Où ?] avec 500 soldats, de les surveiller. Son intention est d'attirer les pastusos de leur territoire montagneux vers les plaines basses où sa cavalerie, maigre mais bonne, pourra les écraser.
Agualongo avance triomphalement vers Ibarra avec 1 500 fantassins et 100 cavaliers tandis que Salom abandonne la ville (12 juin). À ce moment, Bolívar est à Babahoyo mais il prend le commandement d'une division de 1 800 soldats et est victorieux grâce à la supériorité de sa cavalerie lors de la bataille décisive d'Ibarra, le 17 juin, au cours de laquelle 800 pastusos sont tués.
Le Libertador laisse la charge au général Salom de soumettre la région, déportant un autre millier de locaux en tant que recrues forcées, ce qui durcit la résistance. Le 18 août Agualongo prend Anganoy, cinq jours plus tard il assiège Pasto et force Salom et Flores à fuir vers Catambuco. Durant cette action, il capture le général Pedro Alcántara Herrán.
Finalement, une nouvelle expédition patriote est lancée par les généraux Joseph Mires et José María Córdova. Après les victoires de Alto de Cebollas (13 septembre), Juanambú (13 octobre) et Tacines (23 octobre), le 14 décembre Mires entre dans Pasto. Peu après Córdova le relève au commandement de la région. Le 23, le colonel Boves se rend.
Agualongo tente de récupérer la ville le 3 et le 6 janvier de 1824. Le 7 a lieu un combat à Catambuco, où il vainc à nouveau patriotes. Les 6 et 7 février, une nouvelle tentative de récupérer la ville échoue, Boves s'enfuit vers le río Putumayo et Agualongo est encerclé dans le couvent où il a trouvé asile. Les généraux Flores et Salom sont chargés de l'encerclement mais le chef royaliste parvient à s'évader et à fuir vers Barbacoas, port d'accès du Pacifique et lieu où sont gardées les richesses minières de la région. Le 31 mai une tentative est repoussée rapidement et le jour suivant l'assaut final est donné. Le colonel Tomás Cipriano de Mosquera dirige la défense patriote et s'y trouve blessé. La déroute des royalistes est totale et Agualongo s'échappe vers Patía, poursuivi par Mosquera, qui décide de massacrer les habitants de tous les villages qu'il traverse en les accusant de collaboration.
Le 24 de juin, Agualongo arrive au village d'El Castigo, où il avait accepté de rencontrer Obando. Celui-ci le trahit et l'arrête avec la plupart de ses hommes. Le 8 juillet, il est amené à Popayán, où il est fusillé le 13.

## Conséquences
Des guérillas continuent d'être actives entre mai et octobre 1825 sous le commandement du prêtre José Benavides à Juanambú, mais elles finissent par être anéanties par Flores. Quelques autres resteront actives jusqu'en 1826.
La région est dévastée, son agriculture, son bétail et ses manufactures textiles ruinées, plus de 2 000 hommes ont été mobilisés de force par leurs ennemis et beaucoup d'autres sont morts, ce qui signifie un fort déséquilibre démographique pour les décennies suivantes.
Obando a été le plus avantagé par la guerre, il a su, au cours des années suivantes, se défaire de ses rivaux, comme l'intendant Flórez, et a pris le contrôle de la région, devenant un leader régional important dans les décennies suivantes,.